# Phyllomya formosana
Phyllomya formosana är en tvåvingeart som beskrevs av Hiroshi Shima 1988. Phyllomya formosana ingår i släktet Phyllomya och familjen parasitflugor.
Artens utbredningsområde är Taiwan. Inga underarter finns listade i Catalogue of Life.